# ارنست دیل
ارنست دیل (انگلیسی: Ernst Diehl؛ زادهٔ ۲۸ مارس ۱۹۴۹) بازیکن فوتبال بازنشسته و مربی اهل آلمان است.
از باشگاه‌هایی که در آن بازی کرده‌است، می‌توان به باشگاه فوتبال کایزرسلاوترن اشاره کرد.